# Phú Thuận, Thoại Sơn
Phú Thuận là một xã thuộc huyện Thoại Sơn, tỉnh An Giang, Việt Nam.

## Địa lý
Xã Phú Thuận nằm ở phía đông huyện Thoại Sơn, có vị trí địa lý: 
- Phía đông giáp thành phố Long Xuyên và thành phố Cần Thơ
- Phía tây giáp xã Vĩnh Chánh
- Phía nam giáp thành phố Cần Thơ
- Phía bắc giáp thị trấn Phú Hòa.

Xã Phú Thuận có diện tích 31,20 km², dân số năm 2019 là 10.115 người, mật độ dân số đạt 324 người/km².

## Hành chính
Xã Phú Thuận được chia thành 4 ấp: Hòa Tây A, Hòa Tây B, Kênh Đào và Phú Tây.

## Lịch sử
- Quyết định 56-CP[3] ngày 11 tháng 03 năm 1977 của Hội đồng Chính phủ, hợp nhất huyện Huệ Đức và huyện Châu Thành thành một huyện lấy tên là huyện Châu Thành, xã Phú Hòa thuộc huyện Châu Thành.
- Quyết định 300-CP[4] ngày 23 tháng 08 năm 1979 của Hội đồng Bộ trưởng, chia huyện Châu Thành thành hai huyện lấy tên là huyện Châu Thành và huyện Thoại Sơn, xã Phú Hòa thuộc huyện Thoại Sơn.
- Nghị định 29/2002/NĐ-CP[5] ngày 22 tháng 03 năm 2002 của Chính phủ, thành lập thị trấn Phú Hòa trên cơ sở 523 ha diện tích tự nhiên và 9.033 nhân khẩu của xã Phú Hoà; 220 ha diện tích tự nhiên và 2.056 nhân khẩu của xã Vĩnh Trạch và đổi tên xã Phú Hoà thành xã Phú Thuận.

## Một vài hình ảnh

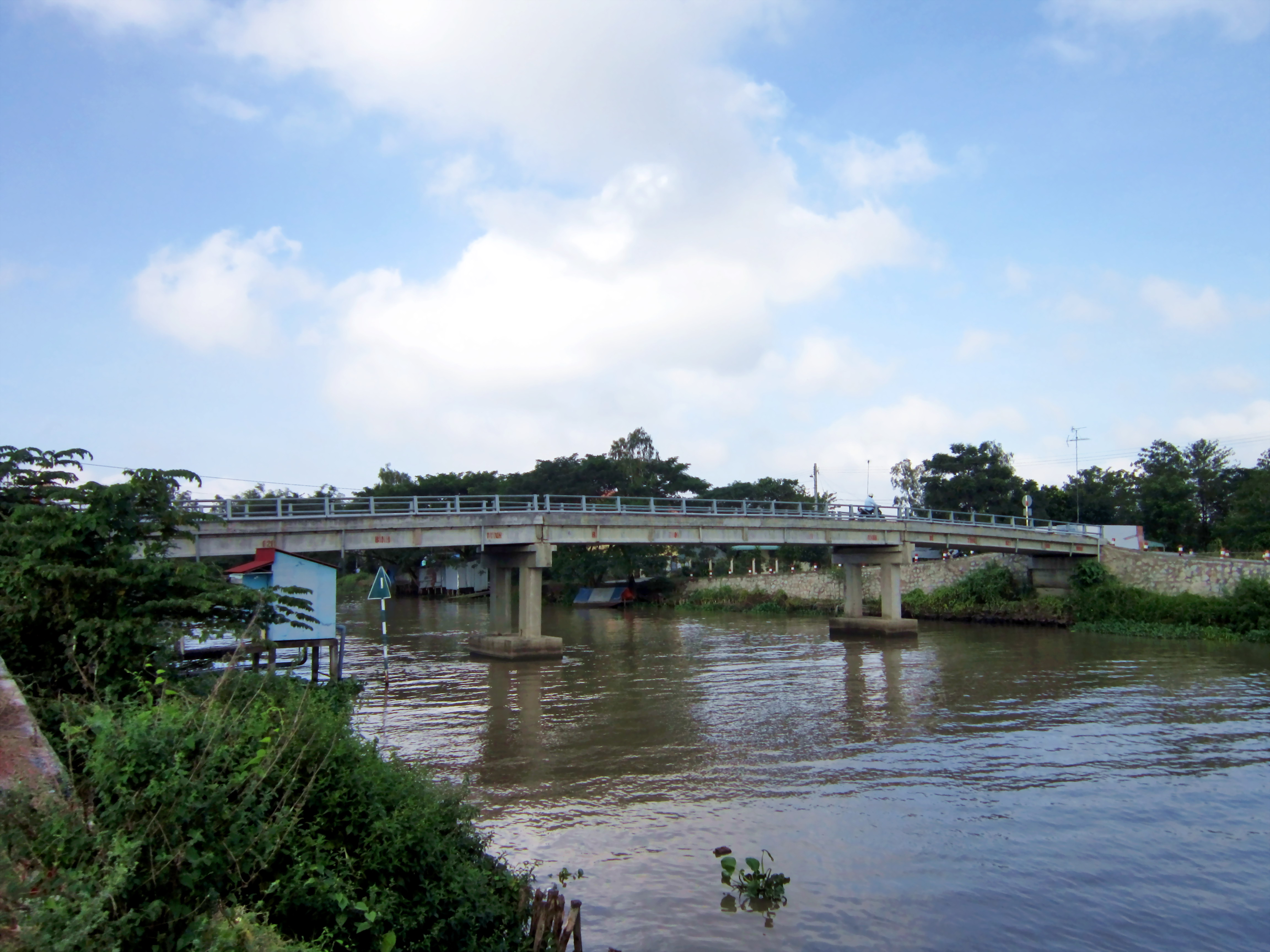
Cầu Phú Thuận ở gần trụ sở ủy ban nhân dân xã Phú Thuận.
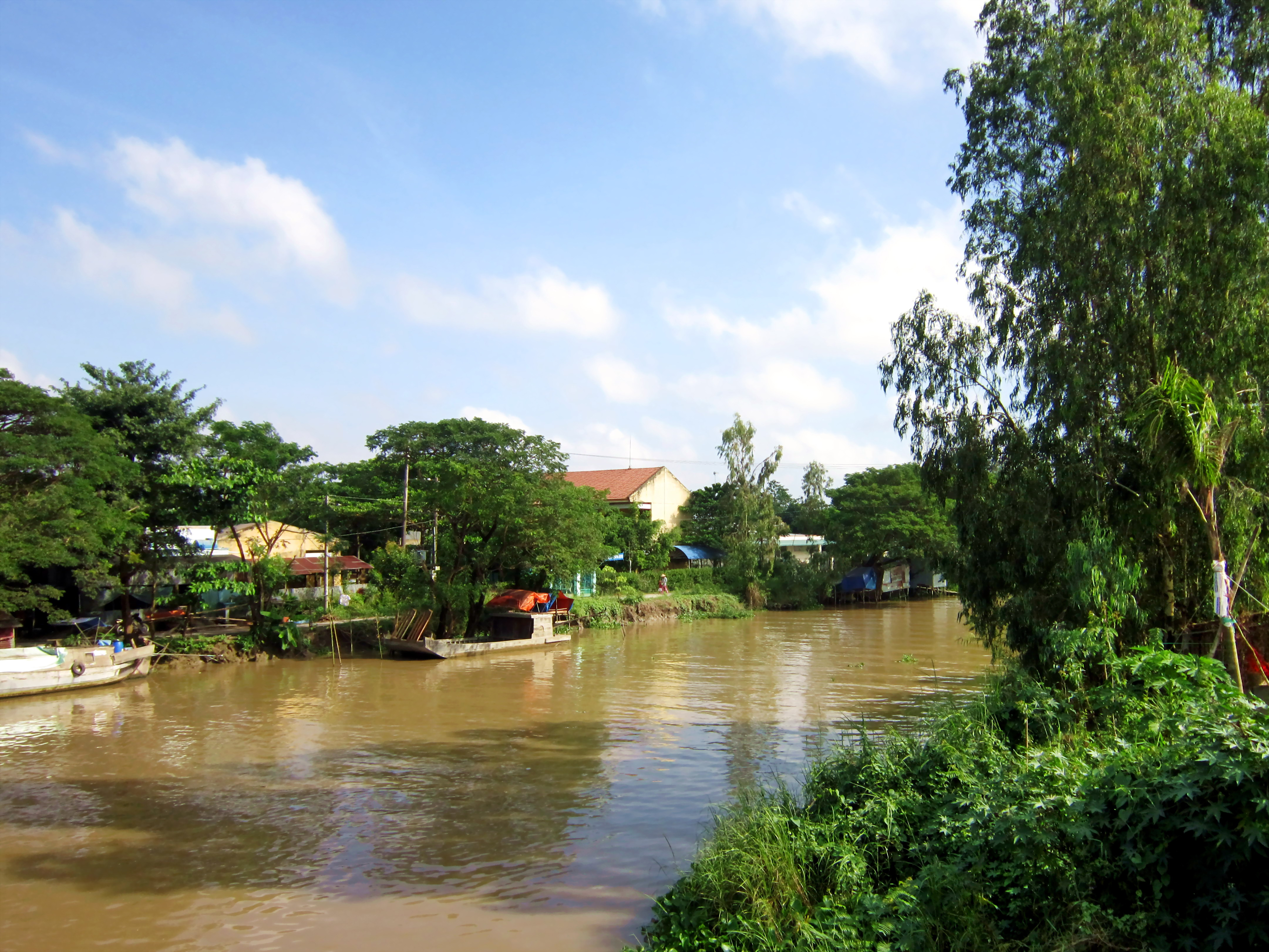
Con rạch nhỏ chảy bên chợ Phú Thuận (trái ảnh).
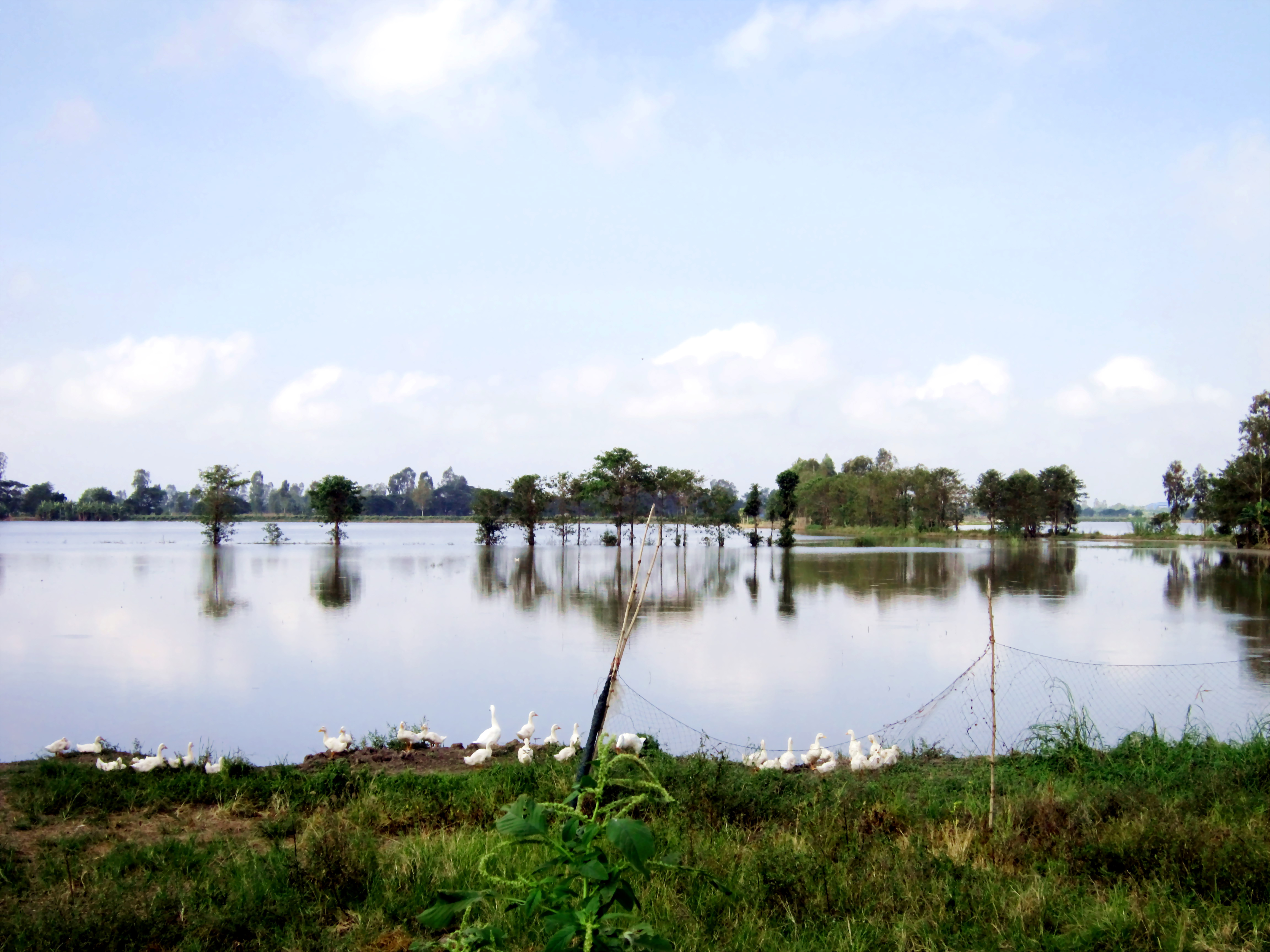
Một cánh đồng ở xã Phú Thuận vào mùa nước nổi.
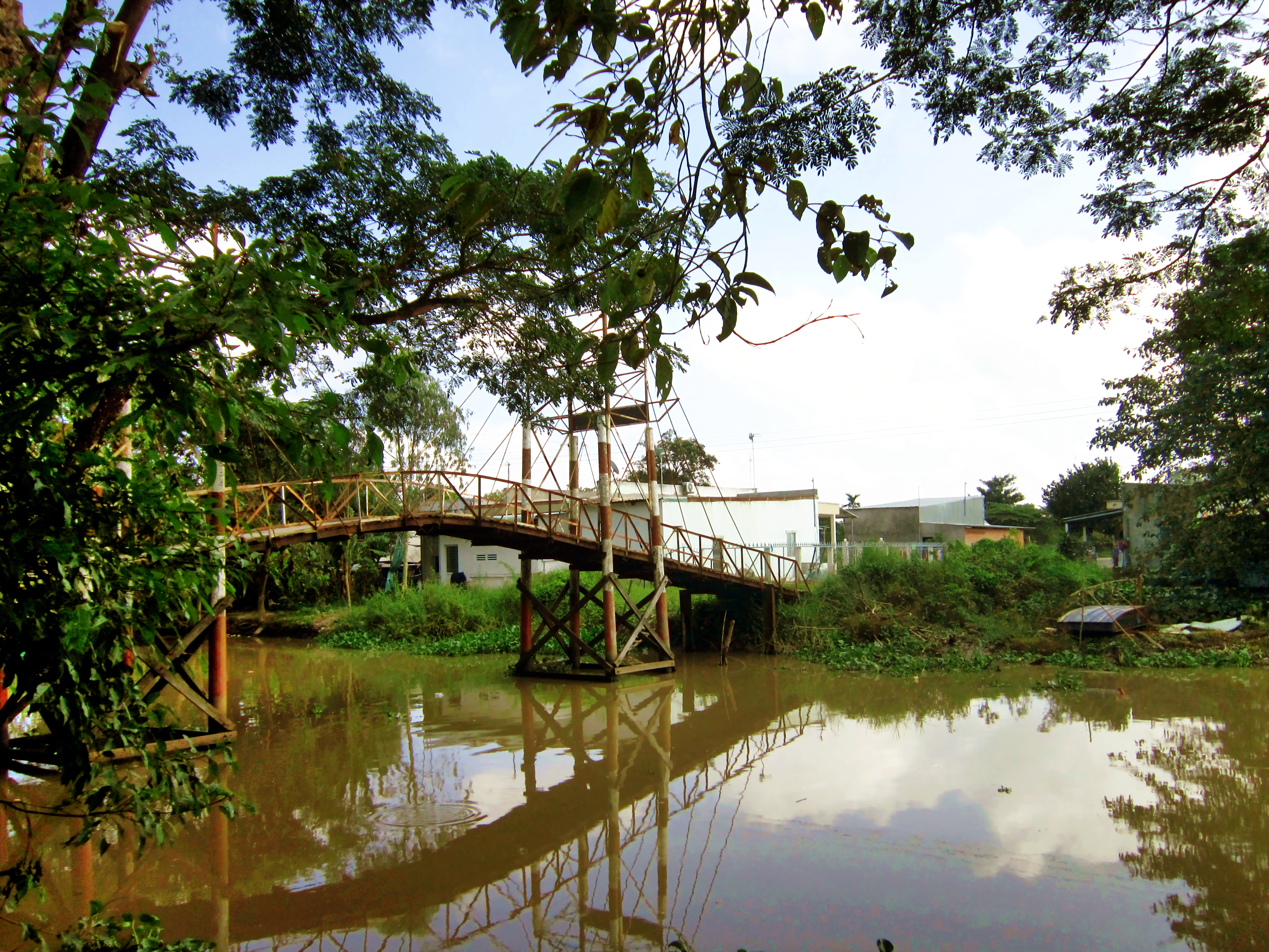
Cầu treo dẫn qua chợ Phú Thuận.
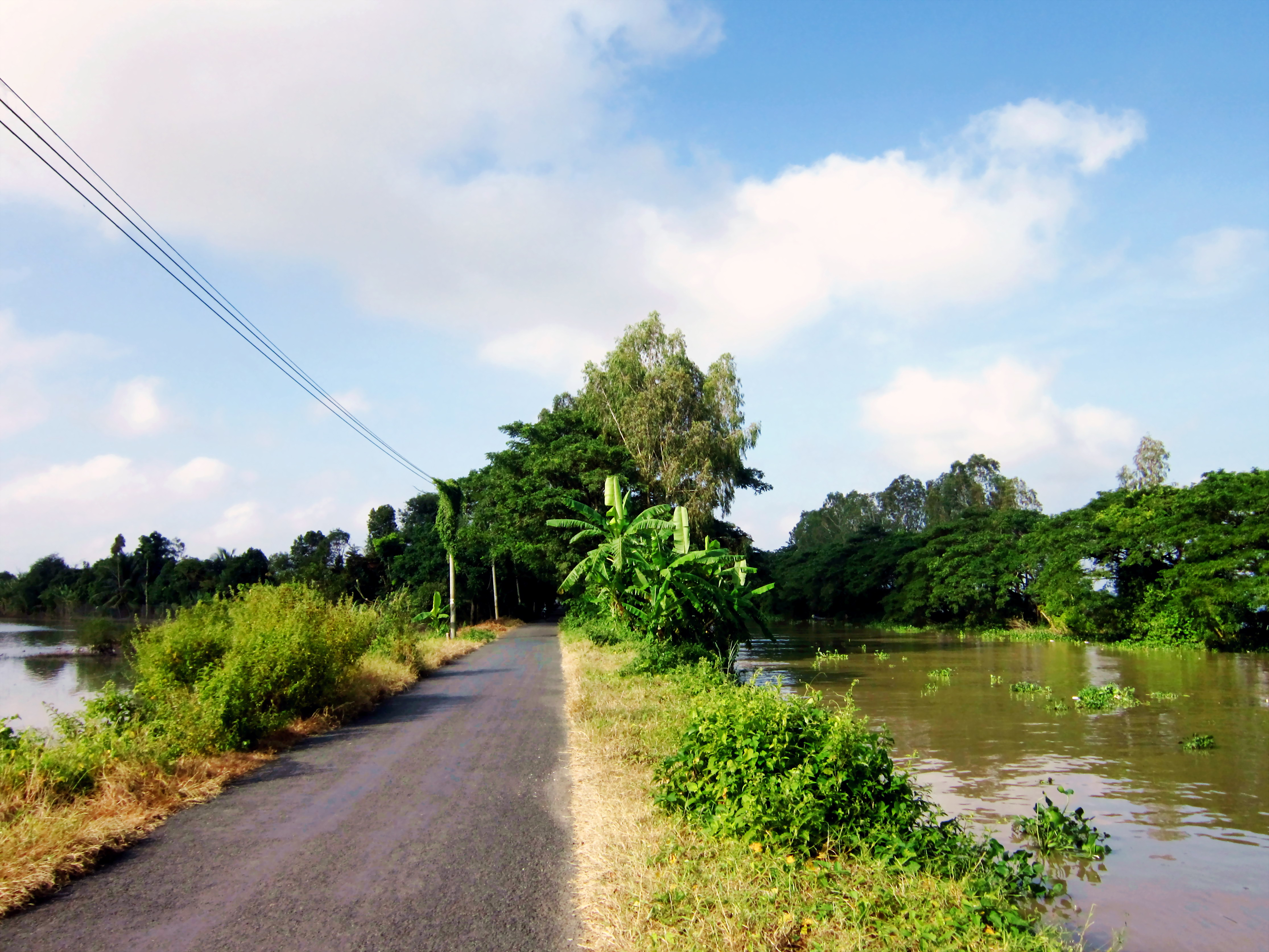
Đường nhựa chính ở xã Phú Thuận.